# Martin-chasseur à collier blanc
Todiramphus chloris
Espèce
Statut de conservation UICN

 LC  : Préoccupation mineure
Le Martin-chasseur à collier blanc (Todiramphus chloris) est une espèce d'oiseau de la famille des Alcedinidae.

## Description
Le Martin-pêcheur à collier blanc mesure jusqu'à 28 cm de long.

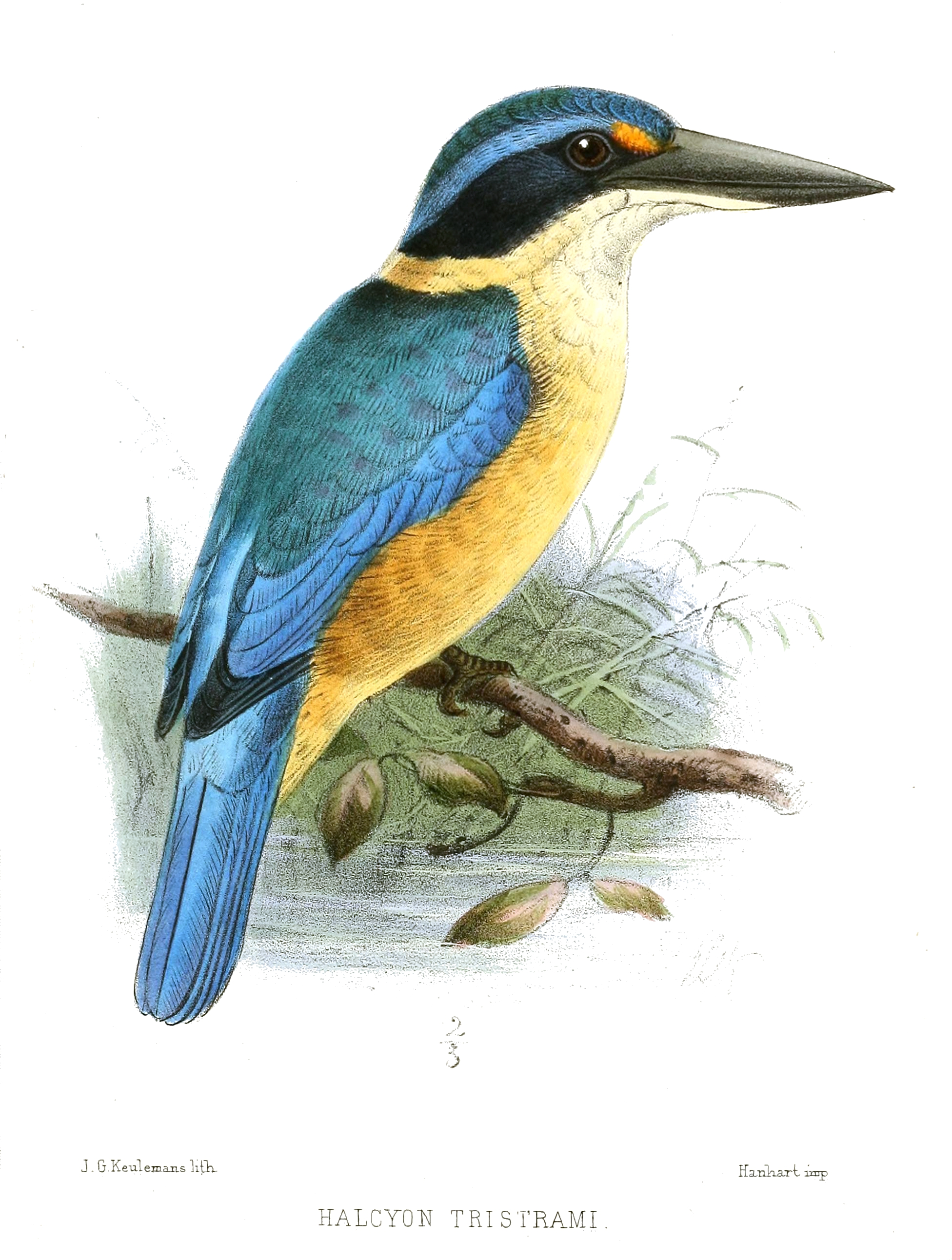

Son plumage est bleu et blanc. Il a un collier blanc et le sourcil noir.
Il fait son nid dans un terrier creusé dans une berge ou dans le trou d'un arbre ou dans une termitière.

## Habitat et répartition
Cet oiseau vit dans les forêts tropicales humides et les mangroves.
On le trouve surtout en Asie du Sud-Est et en Océanie et parfois dans des régions isolées de l'Est de l'Afrique et de l'Ouest de l'Inde.

## Alimentation
Il se nourrit essentiellement de la pêche : Depuis une haute branche, il repère ses proies dans l'eau, puis il plonge et les saisit avec son bec aiguisé.
Il attrape ainsi petits poissons (gobies…), des têtards ou bien des crustacés (comme de petits crabes, les crevettes roses ou encore les bernards l'hermite). Pour ces derniers, il doit d'abord leur briser la carapace contre les branches ou les pierres. Il peut aussi manger des animaux terrestres comme de petits reptiles (lézards, petits serpents…) ou encore des invertébrés (notamment des insectes, des vers de terre…).
Il arrive, bien que rarement, qu'il dérobe la nourriture à d'autres oiseaux tels que les hérons.

## Liste des sous-espèces
- T. c. abyssinicus (Pelzeln, 1856) — littoral de la mer Rouge ;
- T. c. kalbaensis (Cowles, 1980) — nord-est de la péninsule Arabique ;
- T. c. vidali (Sharpe, 1892) — littoral ouest de l'Inde ;
- T. c. davisoni (Sharpe, 1892) — îles Andaman et Cocos ;
- T. c. occipitalis Blyth, 1846 — îles Nicobar ;
- T. c. humii (Sharpe, 1892) — littoral est de l'Inde, péninsule Malaise et nord-est de Sumatra ;
- T. c. armstrongi (Sharpe, 1892) — sud de la Chine et Indochine ;
- T. c. laubmannianus (Grote, 1933) — Sumatra, Bornéo et îlots satellites ;
- T. c. chloropterus (Oberholser, 1919) — de Simeulue à Sipura ;
- T. c. azelus (Oberholser, 1919) — Enggano ;
- T. c. palmeri (Oberholser, 1919) — Java, Bawean, Bali et îles Kangean ;
- T. c. collaris (Scopoli, 1786) — Philippines ;
- T. c. chloris (Boddaert, 1783) — Célèbes, Moluques, petites îles de la Sonde et ouest de la Nouvelle-Guinée ;
- T. c. teraokai (Kuroda, 1915) — Palaos.